# 塔梅卡·亚洛普
塔梅卡·亚洛普（英語：Tameka Yallop；1991年6月16日—），婚前姓氏巴特（Butt），澳大利亚女子职业足球运动员，司职中场，目前效力于Brisbane Roar FC和澳大利亚国家女子足球队。她曾代表澳大利亚参加2020年和2024年夏季奥林匹克运动会女子足球比赛等多场国际赛事。